# Розенблюм, Евгений Абрамович
Евгений Абрамович Розенблюм (27 сентября 1919, Ростов-на-Дону — 8 ноября 2000, Москва) — советский и российский архитектор, художник, теоретик и проектировщик в области дизайна среды. Создатель знаменитой Сенежской студии, классик музейного постмодернизма, основоположник отечественной школы художественного проектирования.

## Биография

«Реквием. 1941 год. Моим одноклассникам, погибшим на войне». Авторы памятника — выпускники школы № 110 Д. Митлянский, Е. Розенблюм и П. Скокан

Родился в Ростове-на-Дону 27 сентября 1919 года в семье юристов Абрама Мордуховича Розенблюма (1890, Ростов-на-Дону — ?) и Леи (Лидии) Израилевны Розенблюм (1890, Тамбов — 1981, Москва). В 1920 году родители развелись, и мать с сыном перебрались в Москву. Жили сначала на Собачьей площадке, а с 1928 года — на Большой Молчановке, 24. Мать, выпускница Бестужевских курсов, была членом Московской городской коллегии адвокатов и выступала защитником на Шахтинском политическом процессе, затем заведовала правовым отделом Журнально-газетного объединения.
В 1938 году окончил среднюю школу № 110 в Мерзляковском переулке и поступил в Московский архитектурный институт, ученик Жолтовского И.В..
В июне 1941 года ушел добровольцем на фронт, воевал на Сталинградском, 4-м Украинском и 3-м Белорусском фронтах.
В 1947 году, через год после демобилизации, окончил Московский архитектурный институт. Работал в мастерских А. К. Бурова, А. А. Веснина, И. И. Леонидова, где выполнил ряд московских проектов: Дворец культуры ГПЗ-1 (1949), Дом культуры медеплавильного завода (1952), эллинг и купольный зал в Павильоне механизации на ВСХВ (1954). По проекту Евгения Розенблюма был построен павильон «Главкондитер» на ВСХВ (1954), соавтор А. Б. Борецкий, дворца культуры во Фрязино (1955).
В 1952 году Розенблюм вновь был призван в армию, служил в штабе инженерных войск Тихоокеанского флота.
В 1953 году вернулся в Комбинат декоративно-оформительcкого искусства Московского отделения Художественного фонда, где работал художником-проектировщиком, а затем руководителем мастерской.
С 1962 года – художественный руководитель специализированного художественно-конструкторского бюро Мосгорсовнархоза – одной из первых в СССР дизайнерских мастерских. Одновременно преподавал в Московском высшем художественно-промышленном училище.
В начале 1960-х годов он одним из первых обратился к дизайну, именовавшемуся тогда художественным конструированием, а затем ввел термин «художественное проектирование». Розенюблюм выработал стратегию и тактику художественного проектирования средовых объектов, создал и реализовал множество проектов, в многочисленных публикациях обосновал созданный им художественно-образный метод.
В 1964 году создал и возглавил Центральную учебно-экспериментальную студию СХ СССР, известную как «Сенежская студия», названную по месту проведения семинаров в Доме творчества Сенеж.
Розенблюм успешно проявил себя в выставочном проектировании, создав экспозиции советских разделов на крупнейших международных выставках: «Народное образование СССР» (Варшава, 1956), раздел «Наука в СССР» на выставке в Нью-Йорке (1959), выставка-шоу "Текстильная промышленность в ЦВЗ «Манеж» (1961) и др..
Член редакционной коллегии в редакции журнала «Декоративное искусство СССР», где им были опубликованы статьи, составляющие важную часть его творческого наследия.
Среди работ Розенблюма: типовой проект горно-строительного техникума (под руководством Л. К. Бурова, 1949), проект интерьеров и оборудования кафе «Молодежное» на улице Горького (1962), проекты историко-культурной реконструкции городской среды Новосибирска (1972), Ашхабада (1975), Москвы (район Арбата, 1993); проекты художественного решения экспозиций ряда музеев, дворцов и павильонов.
В 1992 он был избран вице-президентом Московского отделения Европейской академии городской среды.
Умер 8 ноября 2000 года в Москве. Похоронен на Ваганьковском кладбище.

## Наиболее известные работы

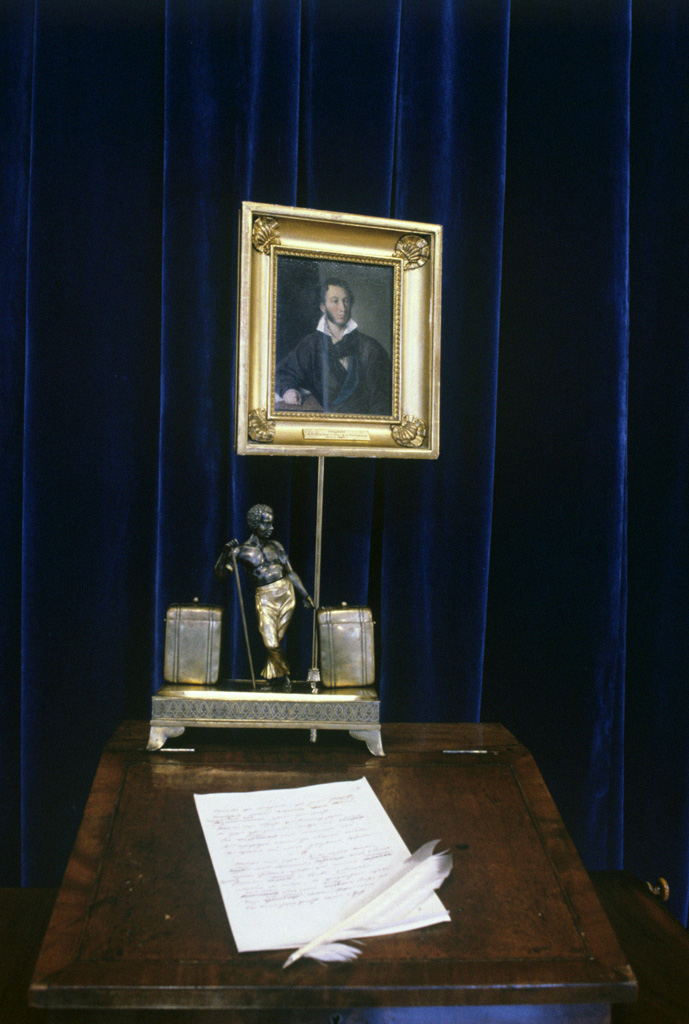
Мемориальная квартира Пушкина на Арбате

Экспозиции Государственного музея А. С. Пушкина, Центрального музея Вооружённых Сил СССР (1965), Музея Герцена (1976), мемориальной квартиры А. С. Пушкина на Арбате (1986), Егорьевского художественного музея (1999). Итогом 30-летнего сотрудничества с музеем А. С. Пушкина стало создание экспозиции к 200-летию поэта (1999). Особое значение для развития музейно-экспозиционной практики имел проект экспозиции Центрального музея революции СССР (1976), в ходе создания которого окончательно оформились основные составляющие художественно-образного метода.
Заметным явлением в культурной жизни Москвы были выставочные проекты Розенблюма: «Сто лет А. Блоку» (Гослитмузей, 1973), «Творчество В. Татлина» (ЦДЛ, 1977), «Мы печатаем Маяковского», к 90-летию поэта (Политехнический музей, 1983), «А. Миронов» (Музей Ермоловой, 1994) и другие.

## Концептуальные проекты
Осуществленных проектов у Розенблюма было значительно меньше, чем концептуальных, далеко опередивших свое время. К их числу относятся: «Дизайн культурной программы Олимпиады-80» (1979, «Центральный парк культуры и отдыха в Москве» (1991), «Пушкинская тропа».
В открытых дискуссиях 1970-х годов Розенблюм отстоял право музейной экспозиции считаться особым видом искусства и разработал ее основы.

## Награды и достижения
- Орден Красной Звезды 1943[15],
- Орден Красной Звезды 1944[15],
- Орден Отечественной войны II степени 1944[15],
- Орден Отечественной войны I степени 1945[15],
- Пушкинская медаль Ассоциации творческих союзов (1999)[8],
- Орден «За культурные заслуги» (ПНР)[4],
- Заслуженный художник РФ[8],
- Премия Президента РФ в области литературы и искусства (2000)[16]
- Лауреат Государственной премии РФ в области просветительской деятельности (2002, посмертно)[17].

## Избранная библиография
- Розенблюм Е. А. Художник в дизайне: Опыт работы Центральной учебно-экспериментальной студии художественного проектирования на Сенеже.— М., 1974.
- 4 дизайна // Декоративное искусство. 1966. № 1.;
- Курс основ композиции // Декоративное искусство. 1966. № 9;
- Розенблюм Е. А. Музей и художник // Декоративное искусство СССР. 1967. № 11. С. 5–10;
- Розенблюм Е. А. Открытая форма // Декоративное искусство. 1969. № 8;
- Розенблюм Е. Роль личности художника в формировании стиля. // Проблемы формализации средств художественной выразительности. — М., 1980;
- Розенблюм Е. А. Искусство экспозиции // Музейное дело в СССР: Актуальные проблемы архитектурно — художественного проектирования экспозиций исторических и краеведческих музеев. — М., 1983. С. 23-28;
- Розенблюм Е. А. Художественное проектирование: Стратегия и тактика // Декоративное искусство. 1989. № 9.